# Édouard Yves
Édouard Emile Gustave Yves (Katako-Kombe, 26 oktober 1907 – overlijdensdatum onbekend) was een Belgisch schermer die geboren werd in Congo. 

## Levensloop
Yves nam 3 keer deel aan de Olympische Spelen tussen 1928 en 1952 in verschillende categorieën: sabel (individueel en team) en floret (individueel en team). In 1948 won hij samen met Henri Paternoster, Georges de Bourguignon, Raymond Bru, André van de Werve de Vorsselaer en Paul Valcke een bronzen medaille in de categorie floret.
Daarnaast behaalde hij op de wereldkampioenschappen van 1930 en 1947 een bronzen medailles met het Belgische team in de discipline 'floret', alsook een zilveren medaille in de discipline 'sabel'. Op het wereldkampioenschap van 1951 behaalde hij in laatst genoemde discipline met het Belgisch team brons.